# スンナ派
- スンナ派
- スンニ派

スンナ派（アラビア語: أهل السنة (والجماعة) 、ラテン文字転写：Ahl as-Sunnah (wa’l-Jamā‘ah)）、あるいはスンニ派は、イスラム教の二大宗派のひとつとされる。他のひとつはシーア派である。イスラームの各宗派間では、最大の勢力、多数派を形成する。2009年のピュー研究所の調査では、世界のイスラム教徒15億7000万人のうち、スンナ派の信者は87％から90％を占め、約14億人ほどの信徒を持つとされる。

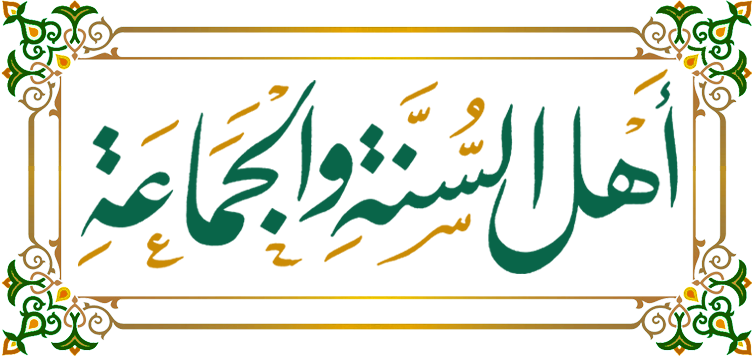

## 名称
アラビア語では教義的に「スンナとジャマーアの徒｣ أهل السنة و الجماعة Ahl al-Sunnah wa al-Jamā‘ah （または単に「スンナの徒」 أهل السنة Ahl al-Sunnah）というが、「預言者ムハンマドの時代から積み重ねられた『慣行』（al-Sunnah スンナ）および正統なる『（イスラーム）共同体』（al-Jamā‘ah ジャマーア）に従う・護持する人々」というほどの意味で、アラビア語ではさらにこれを略して「スンナに従う人」を意味する「スンニー（ سني Sunnī)｣とも呼ばれる。「スンニー」の音写をそのまま遣う他言語からの影響により、日本語ではスンニ派の使用も多い。

日本語訳では「派」と表記されるが、分派や宗派という意味合いがある訳ではない。預言者ムハンマド没後の初期イスラーム時代、ハワーリジュ派やシーア派などの分派活動に対して、イスラーム共同体の団結と共同体におけるコンセンサス形成を重視し、結果多数派を形成するに至ったものである。「スンナとジャマーア」という語彙が示す通り、この名称は預言者ムハンマドに由来する慣行（スンナ）と同じく預言者ムハンマド以来の共同体（ジャマーア）こそがイスラーム共同体の「最大公約数」であり、かつまたそうあるべきである、との認識に基づいた呼称（自称）である。
ハワーリジュ派とのあるいはシーア派との抗争の例に見られるように、これらの自称他称はイスラーム共同体の「あり方」に関わる問題であって、イスラームの宗教的根幹である神の唯一性（タウヒード）や聖典『クルアーン』そのものといった信仰箇条については、スンナ派やシーア派等では目立った相違はない。
なお、ハディースの権威そのものを否定する流れとしては、クルアーン主義という思想も存在する。

## 現況
スンナ派はほとんどのイスラム教国において圧倒的多数派を占めており、シーア派が多数を占めるのはイラン・アゼルバイジャン・バーレーン・イラクの4カ国のみである。また、この4カ国でも、イランを除く3カ国には3割程度のスンナ派住民が存在する。

## 起源
第三代正統カリフであるウスマーン・イブン・アッファーンが656年に暗殺されると、第四代カリフであるアリー・イブン＝アビー＝ターリブと、ウスマーンを出したウマイヤ家のムアーウィヤが激しく対立した。この過程で、預言者の後継者（ハリーファ（カリフ））を誰にするかという問題において、ムハンマドの従兄弟かつ娘婿であるアリーとその子孫のみがイマームとして後継者の権利を持つと主張した一派がシーア・アリー（「アリーの党派」の意。この党派は後に略されて「シーア」、すなわちシーア派となる））として分離した。これに対し、大多数のムスリムはムアーウィヤのカリフ就任を認め、ウマイヤ朝の成立も容認した。この派閥がスンナ派の起源である。スンナ派はシーア派と異なり、アブー・バクル、ウマル、ウスマーンのアリーに先立つ三人のカリフをも正統カリフとして認めた。

## 四法源
スンナ派は、イマームの指導を重視するシーア派に対して、預言者の言行（ハディース）を通じてスンナの解釈を行うことで預言者の意思を体現しようとする。さらにイスラーム法学者の議論を通じて、コーラン（クルアーン)、慣行（スンナ)、合意（イジュマー)、類推（キヤース）の四つの方法を四法源として重視するに至った。イスラム共同体（ウンマ）の間の「合意」を重視する点がシーア派と比較した場合のスンナ派の大きな特徴である。四法源から導き出されたスンナ派のイスラム法学は法源の扱い方の違い、解釈の違いによってさらに四つのイスラム法学派（ハナフィー学派・シャーフィイー学派・マーリク学派・ハンバル学派）に分かれている。これらの法学派は10世紀頃までには成立した。スンナ派の信徒はいずれかの法学派に属し、それによって生活を律する。この4学派はいずれも正統なものとして認められている。また、神学的にはアシュアリー派とマートゥリーディー派で述べられる信仰箇条をイスラームの正統的信条とする（ただし、ワッハーブ派ではこの二派は異端とされる）。

## 王朝
歴史的に見て、イスラム世界の中心部に興亡したイスラム王朝はウマイヤ朝・アッバース朝を始めとして多くがスンナ派に属する。上記のように、イスラーム最初の世襲王朝であるウマイヤ朝は成立の経緯からしてスンナ派であった。やがてウマイヤ朝に対する不満が高まると、アッバース家がシーア派の力を借りて750年にアッバース革命を起こしアッバース朝を成立させたものの、建国後アッバース朝はシーア派と敵対し、スンナ派が主流を占める状況は変わらなかった。やがてアッバース朝の力が衰えると各地方に王朝が分立するようになり、946年にはそのひとつであるシーア派のブワイフ朝がバグダッドに入城し、スンナ派であるアッバース朝のカリフから統治の実権を奪ったものの、カリフそのものは残存した。この時期には北アフリカ・エジプトに同じくシーア派のファーティマ朝も存在していた。1055年にはスンナ派のセルジューク朝がブワイフ朝を逐ってバグダッドに入ったものの、カリフに実権は戻らなかった。やがて1258年にはモンゴル帝国によってアッバース朝が滅ぼされるものの、1261年にはカイロのマムルーク朝のもとでアッバース朝のスンナ派カリフが新たに即位し、実権はないものの1517年にマムルーク朝がオスマン朝に滅ぼされるまで続いた。その後もサファヴィー朝のようなシーア派を奉ずる強大な王朝が興ると、対抗してオスマン朝の中でスンナ派擁護の動きが強くなることもあった。

## 神秘主義
スンナ派イスラームの拡大においては、イスラーム神秘主義者（スーフィー）の力が大きいと言われる。北アフリカ（マグリブ）では聖者崇拝が盛んであるし、トルコや中央アジアでは革命により公的に禁止されたものの歴史的には神秘主義教団（タリーカ）が大いに栄えた。エジプトやインド・パキスタンでは現在もタリーカが社会的に強い影響力を持つ。同地域では聖人崇敬や聖廟も見られるが、他学派からは偶像崇拝とみなされる傾向が強いため、シーア派に比べると少数に留まる。

## 各地における土着化
このようにして広範な地域に広がったスンナ派は、スンナ派と一口に言っても、例えば東南アジアの国インドネシア・ジャワ島のスンナ派と中央アジアの国ウズベキスタンのスンナ派と、西アフリカの国マリ共和国のスンナ派の間で実態に違いが見られる。ジャワにはジャワ神秘主義があるし、ドゥクンと呼ばれる一種の黒魔術師すら認められる。シーア派が教理によって多様化したのと異なり、多様な地域に根付き土着化したことで多様な宗派を形成するようになった。

### 復古改革運動
しかし、歴史的にスンナ派内部では、自らの多様性に対し、預言者の時代を見習い（見直し）、“退廃した”社会をただそう、より“正しい”社会になろう、という復古改革運動がしばしば見られる。
特に近代に至ってサウジアラビアでワッハーブ派の改革運動が生まれ、その影響を受けてコーラン・スンナの規定を厳格に適用することで多様性・土俗性を廃そうとするイスラム原理主義と通称される初期イスラーム復古運動へとスンナ派ムスリムの一部は現在も進みつつある。
特に近代のスンナ派の復古運動は時に反帝国主義・反共産主義・反ユダヤ主義・反米などの意識と結びつき、無視できない潮流となっている。